# 1335 Demoulina
1335 Demoulina este un asteroid din centura principală, descoperit pe 7 septembrie 1934, de Karl Reinmuth.